# Arquímedes Herrera
Arquímedes Herrera (Bobures, 8 agosto 1935 – Maracaibo, 30 maggio 2013) è stato un velocista venezuelano.

## Biografia
Nato nello stato di Zulia, a 20 anni entrò nell'esercito e, dopo la caduta della dittatura di Marcos Pérez Jiménez, Herrera poté dedicarsi all'atletica leggera. Concentrato sulle gare di velocità dei 100 e 200 metri piani, Herrera ha preso parte ai Giochi olimpici di Tokyo 1964, figurando nelle semifinali di entrambe le gare di velocità. Inoltre ha fatto parte della generazione dei "Supedotados" degli anni Sessanta, allenata dall'ungherese Ladislao Lazar, che ha preparato gli atleti venezuelani a partecipare alle Olimpiadi del 1964, dove la staffetta maschile - di cui Herrera faceva parte - si classificò sesta. Nel 1963 ha vinto tre medaglie ai Giochi panamericani in Brasile e l'anno successivo ha eguagliato il record del mondo nei 200 metri di 20"5.
Negli anni Settanta, dopo l'abbandono delle competizioni agonistiche, si concentrò sull'allenamento delle giovani generazioni di atleti della sua regione e come giudice per la Venezuelan Athletics Federation. Nel 2011 a lui è stata dedicata la Villa Deportiva di Maracaibo.
Herrera è morto per un'infezione respiratoria a Maracaibo.

## Palmarès
| Anno | Manifestazione         | Sede      | Evento      | Risultato  | Prestazione | Note |
| ---- | ---------------------- | --------- | ----------- | ---------- | ----------- | ---- |
| 1961 | Sudamericani           | Lima      | 100 m piani | Oro        | 10"6        |      |
| 1961 | Sudamericani           | Lima      | 200 m piani | Argento    | 21"6        |      |
| 1961 | Sudamericani           | Lima      | 4×100 m     | Oro        | 41"0        |      |
| 1962 | Giochi ibero-americani | Madrid    | 200 m piani | Bronzo     | 21"6        |      |
| 1962 | Giochi ibero-americani | Madrid    | 4×100 m     | Argento    | 41"6        |      |
| 1962 | Giochi CAC             | Kingston  | 100 m piani | Bronzo     | 10"49       |      |
| 1962 | Giochi CAC             | Kingston  | 200 m piani | Argento    | 21"3        |      |
| 1962 | Giochi CAC             | Kingston  | 4×100 m     | Oro        | 40"0        |      |
| 1963 | Sudamericani           | Cali      | 100 m piani | Oro        | 10"2        |      |
| 1963 | Sudamericani           | Cali      | 200 m piani | Oro        | 20"9        |      |
| 1963 | Giochi panamericani    | San Paolo | 100 m piani | Argento    | 10"59       |      |
| 1963 | Giochi panamericani    | San Paolo | 200 m piani | Bronzo     | 21"23       |      |
| 1963 | Giochi panamericani    | San Paolo | 4×100 m     | Argento    | 40"71       |      |
| 1964 | Giochi olimpici        | Tokyo     | 100 m piani | Semifinale | 10"4        |      |
| 1964 | Giochi olimpici        | Tokyo     | 200 m piani | Semifinale | 21"0        |      |
| 1964 | Giochi olimpici        | Tokyo     | 4×100 m     | 6º         | 39"5        |      |
| 1965 | Giochi boliviariani    | Quito     | 100 m piani | Oro        | 10"4        |      |
| 1965 | Giochi boliviariani    | Quito     | 200 m piani | Bronzo     | 21"5        |      |
| 1965 | Giochi boliviariani    | Quito     | 4×100 m     | Bronzo     | 41"6        |      |
| 1970 | Giochi boliviariani    | Maracaibo | 100 m piani | Argento    | 10"4        |      |
| 1970 | Giochi boliviariani    | Maracaibo | 200 m piani | Argento    | 21"5        |      |